# Přizpůsobení
V psychologii je přizpůsobení stav člověka, který je schopen přizpůsobit se změnám ve svém fyzickém, pracovním a sociálním prostředí. Jinými slovy, přizpůsobení se týká behaviorálního procesu vyvažování protichůdných potřeb nebo potřeb zpochybněných překážkami v prostředí. Lidé a zvířata se pravidelně přizpůsobují svému prostředí. Například, když jsou svým fyziologickým stavem stimulováni k hledání potravy, jedí (pokud je to možné), aby snížili svůj hlad a přizpůsobili se tak podnětu hladu. Porucha přizpůsobení se vyskytuje, když je neschopnost normálního přizpůsobení nějaké potřebě nebo stresu v prostředí.
Úspěšné přizpůsobení je klíčové pro vysokou kvalitu života. U těch, kteří se nedokážou dobře přizpůsobit, je větší pravděpodobnost, že budou trpět klinickou úzkostí nebo depresí a také zažívají pocity beznaděje, anhedonie , potíže se soustředěním, problémy se spánkem a bezohledné chování.
Při hodnocení přizpůsobení se o něm může uvažovat dvěma způsoby: přizpůsobení jako úspěch a přizpůsobení jako proces.